# Florian Swyter

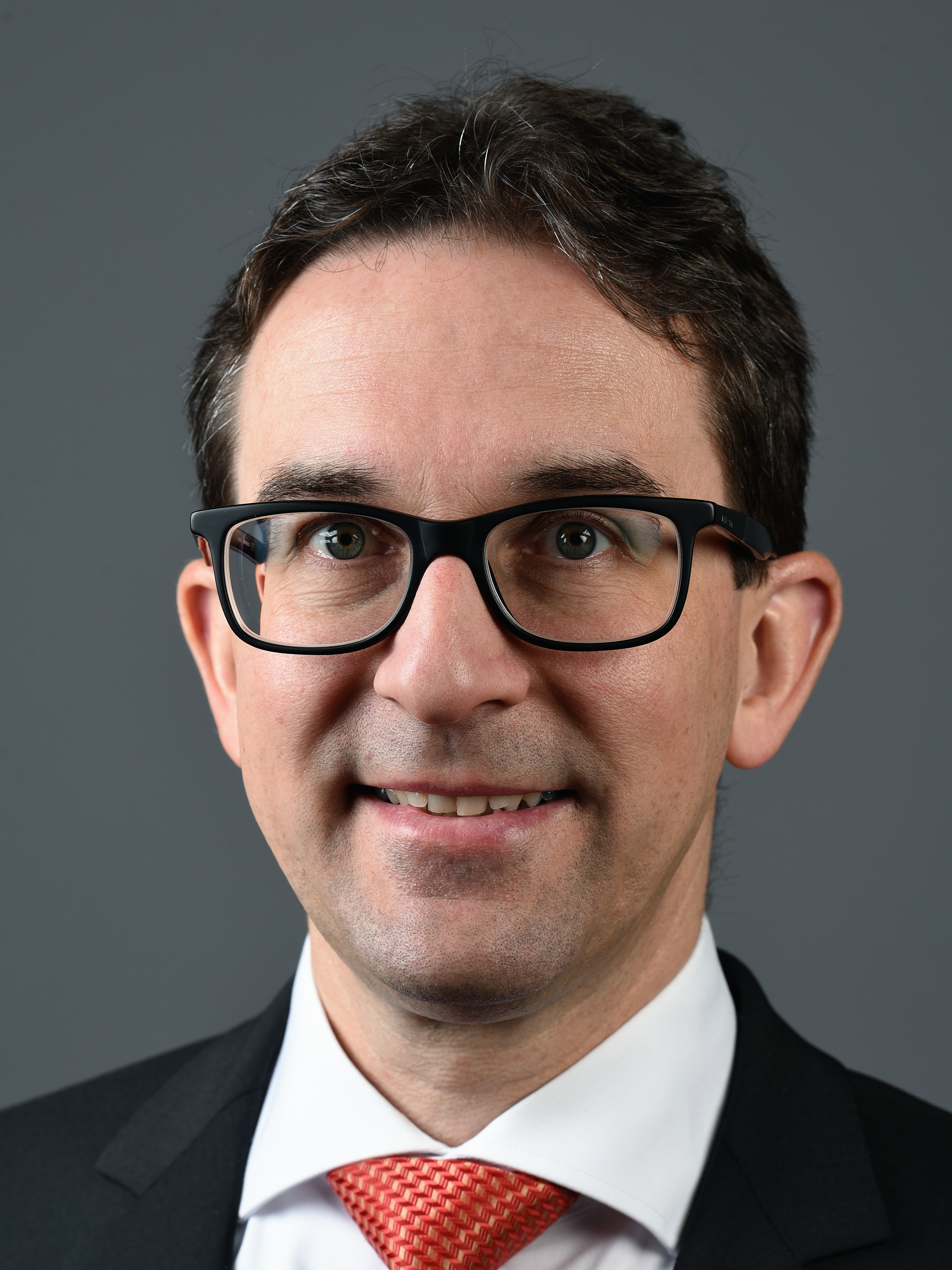
Florian Swyter, 2017

Florian Swyter (* 23. September 1969 in Darmstadt) ist ein deutscher Politiker (FDP). Von 2016 bis 2020 war er Mitglied des Abgeordnetenhaus von Berlin für die FDP.

## Leben
Florian Swyter wurde 1969 in Darmstadt geboren und machte dort von 1990 bis 1992 eine Ausbildung als Bankkaufmann. Anschließend studierte er Rechtswissenschaften in Frankfurt am Main und war von 1998 bis 2000 Referendar in Frankfurt an der Oder. Von 2001 bis 2005 war als Personalberater sowie in einem Versicherungsunternehmen tätig. Seit 2005 ist er Referent für Rentenpolitik und betriebliche Altersvorsorge in der Bundesvereinigung der Deutschen Arbeitgeberverbände. Seit dem 1. April 2020 ist er Hauptgeschäftsführer beim Bundesarbeitgeberverband der Personaldienstleister.
Swyter ist verheiratet und hat zwei Kinder. Er lebt in Berlin-Weißensee.

## Politik
Seit 1989 ist Swyter Mitglied in der FDP. Anfänglich war er bei den Jungen Liberalen aktiv. Anschließend hatte er einen Posten im FDP-Kreisverband Darmstadt inne. Parallel zu seinem Umzug nach Berlin wechselte er in den Bezirksverband Berlin-Prenzlauer Berg. Von 2012 bis 2015 war Swyter Sprecher des Bezirksausschusses. Er ist seit 2015 Schatzmeister des Bezirksverbandes Pankows.
Über die Bezirksliste Pankow erlangte er für die FDP ein Mandat bei der Wahl zum Abgeordnetenhaus von Berlin 2016. Am 1. März 2020 schied er freiwillig aus dem Amt aus. Für ihn rückte Alexander Wieberneit nach.